# Abdelkader Guermaz
Abdelkader Guermaz, né le 13 mai 1919 à Mascara (Algérie française) et mort le 9 août 1996 à Paris 14e, est un peintre non figuratif algérien de la nouvelle École de Paris, l’aîné de la génération des « fondateurs » de l’art algérien moderne.

## Biographie
Guermaz naît le 13 mai 1919 à Mascara en Algérie française, mais passe son enfance et son adolescence à Oran. Il manifeste très tôt des dons et des dispositions artistiques : il sera peintre, poète et critique d’art. De 1937 à 1940, il fréquente l’École des Beaux-Arts d’Oran, participant à partir de 1941 à des expositions collectives à la galerie d’avant-garde Colline de Robert Martin. Il est rédacteur au journal Oran-Républicain et réalise à Mostaganem en 1960 une exposition personnelle à la galerie Sésame ainsi qu’une fresque pour le Conseil Général en 1961.
La galerie Sésame a ouvert ces portes le 13 décembre 1959 à l'initiative de Abdellah Benmansour, artiste peintre qui est passé par Art Déco et qui participé à l'exposition des peintres algériens à Paris en avril 1964 avec deux œuvres : Paysage et Rupestre.

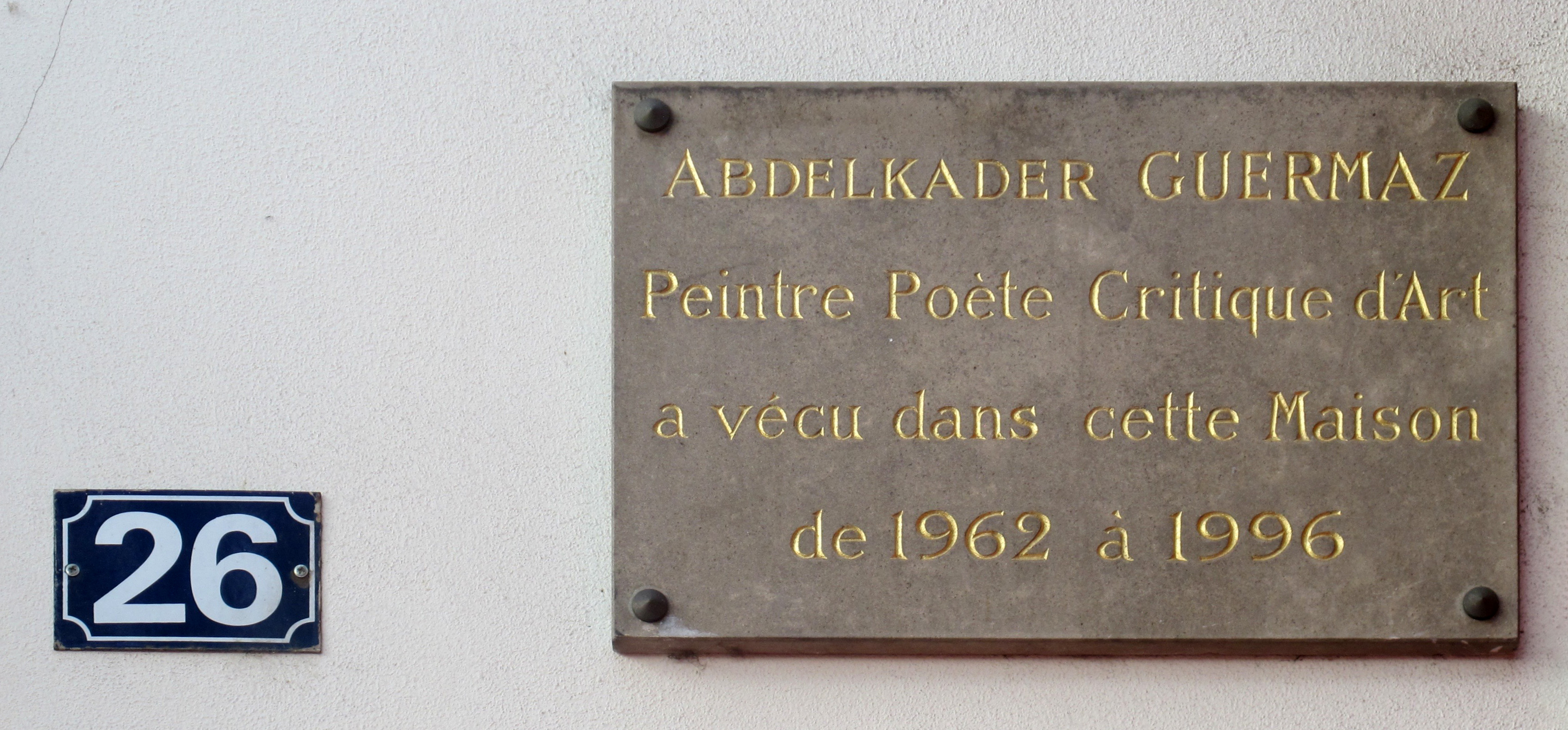
Plaque au 26 quai du Louvre (1er arrondissement de Paris).

Il vit entre 1962 et 1996 au n°26 quai du Louvre (1er arrondissement de Paris). Une plaque lui rend hommage.
La même année, il arrive à Paris et s’y établit. Son œuvre y est présentée en 1962 et 1963 à la nouvelle galerie de Robert Martin, lors d’expositions collectives, mais aussi lors d’une exposition personnelle en 1963 à la galerie Marie-Jacqueline Dumay. Tout au long des années 1960, il participe aux Salons parisiens.
À Paris, Guermaz retrouve des peintres algériens ou européens d’Algérie qui l’y ont précédé. Venu plus tardivement, il peut désormais confronter avec eux ses idéaux et son expérience de la peinture. Ainsi les œuvres de Guermaz côtoient-elles celles de Benanteur, Bouqueton et Khadda à l’exposition Dix Peintres du Maghreb à la galerie Le Gouvernail en 1963, et elles sont aussi présentes en 1966 à l’exposition Six Peintres du Maghreb à la galerie Peintres du Monde.
Guermaz maintient le contact avec l’Algérie. Il devient en 1962 correspondant à Paris du journal La République d’Oran. Il est représenté à l’exposition collective Peintres Algériens qui s’ouvre le 1er novembre 1963 au Musée National des Beaux-Arts d'Alger ainsi qu’à celle qui a lieu sous le même nom, Peintres Algériens, au musée des arts décoratifs de Paris en 1964. Celle-ci réunit la grande majorité des peintres algériens contemporains ou européens originaires d’Algérie. Il est encore présent à Alger aux Salons de l’UNAP de 1964 et de 1974, de même qu’à la Galerie 54 (dirigée par Jean Sénac) en 1964, à l’exposition Reflets et Promesses de la Galerie de l’UNAP en 1966, enfin à l’exposition Peinture Algérienne Contemporaine du Palais de la Culture à Alger en 1986.
Au tout début des années 1970, Guermaz continue d’affirmer sa présence dans les Salons parisiens et est invité en 1971 à exposer ses œuvres à l’Orangerie du Luxembourg en compagnie de six jeunes artistes. Celles-ci sont désormais présentées en permanence à la galerie Entremonde à Paris dont il recevra un appui solide pendant dix années. Après une participation à une exposition collective en 1973, il y réalisera sept expositions personnelles de 1974 à 1981.
Ces manifestations lui permettent d’acquérir une réputation internationale. Il est invité à participer au Salon des Arts Plastiques de Tokyo en 1972, à l’Exposition internationale des Arts de Téhéran en 1974, à l’exposition Art Arabe Contemporain de Tunis en 1980. Il est présent à Londres en 1981 et, la même année, il crée des cartons de tapisserie pour l’aéroport de Riyad.

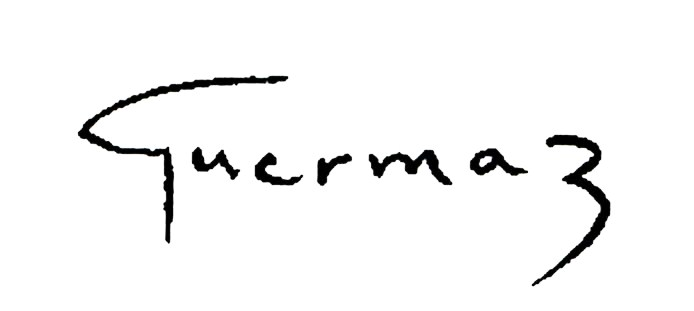
Signature de Guermaz.

La fermeture de la galerie Entremonde en 1981 le prive de l’appui et de la visibilité dont il a pu bénéficier pendant longtemps. Désormais, Guermaz va conduire ses recherches en solitaire et continuer, pendant quinze années, à faire évoluer son œuvre. Sa notoriété reste intacte auprès des collectionneurs français et étrangers qui savent trouver le chemin de son atelier à Paris. Il meurt le 9 septembre 1996 dans le 14e arrondissement de Paris.

## L’œuvre
À sa sortie de l’École des Beaux-Arts d’Oran, Guermaz partage, dans les années 1940 et jusqu’au milieu des années 1950, la conception de ses amis «  les Peintres de la Réalité Poétique » dont Maurice Brianchon fut le chef de file. Dans une période attachée à l’ordre, cette conception privilégie le retour au réel et à la figuration, mais un réel transfiguré par la poésie. Les sujets de prédilection de Guermaz sont alors des scènes d’extérieur, telles que celles de la plage en été, de la rue, des marchés animés, des escaliers inondés de soleil, celles des villages aux murs blanchis couronnés de terrasses, mais il excelle aussi dans les scènes d’intérieur et les natures mortes. Il y fait preuve déjà, comme le remarque la critique, d’une solide construction, d’un harmonieux équilibre des couleurs, de fraîcheur et de distinction.
Dès le milieu des années 1950, Guermaz s’oriente vers l’abstraction, comme d’autres peintres algériens de sa génération, attentifs à l’évolution de la peinture parisienne. L’abstraction est bien, en effet, le seul langage qui leur permette de retrouver leurs propres racines. Alliant tradition et modernité, celle-ci a aussi une valeur d’engagement en faveur de la liberté. Guermaz devient alors un des acteurs du mouvement abstrait algérien.
La grande fresque abstraite qu’il réalise à Mostaganem en 1961 est le témoignage de sa nouvelle orientation qui trouve un prolongement dans ses premières œuvres parisiennes. Il s’éloigne de la représentation du monde pour mieux être à son unisson et mieux exprimer, avec les seules ressources du vocabulaire plastique, lignes, formes, couleurs, ses états d’âme et l’étendue des sensations et des émotions qu’il éprouve à son contact. Dans maintes de ses compositions abstraites, il insère dans un réseau de verticales et d’horizontales, dont le noir renforce la structure, une infinité de taches de couleur. Chaudes comme le rouge, le jaune et l’orangé, froides comme le bleu, elles donnent du relief à l’espace à deux dimensions et créent une atmosphère de grande poésie.
Au terme des années 1960, une nouvelle orientation se fait jour dans la peinture de Guermaz. S’il reste fidèle à l’abstraction, il aspire désormais à un certain dépouillement. Dans maintes de ses œuvres, le blanc se substitue peu à peu à la couleur qui devient presque sous-jacente à la couche picturale. Le traitement de la matière picturale, tout en vibrations, contribue tout entier à l’élaboration de la forme. Son œuvre prend alors un caractère contemplatif tout à fait prémonitoire.
Imprégné de culture occidentale, Guermaz est resté un oriental et, tout comme on l’a observé chez maints artistes et écrivains maghrébins, se révèle en lui une prédisposition au mysticisme. Son pouvoir créateur prend alors sa source dans la méditation.
Les premières œuvres de cette période sont uniformément blanches. Mais, un peu plus tard, des signes colorés surgissent de ce vide originel et viennent peu à peu le peupler. Ce sont des taches de couleur isolées qui, bientôt, s’assemblent en de petits ensembles qui contrastent avec le fond blanc. L’espace vierge se délimite et se construit, des plans apparaissent où prennent place des reliefs qui s’ouvrent sur l’horizon du ciel.
Ces compositions sont devenues des « paysages ». Lieux de mémoire à n’en pas douter, ou lieux «  »mythiques » où se trouve inscrite, dans un lointain passé, son identité culturelle, ces paysages sont, plus encore, le témoignage des premiers pas qu’il accomplit sur la voie de la sagesse et la preuve de son engagement spirituel. Ils sont de nature symbolique.
Guermaz célèbre l’unité de la matière et de l’esprit, mais l’esprit est bien ce qu’il aspire à retrouver en lui. Peu à peu ses « paysages » s’épurent et les ensembles colorés se font plus rares. Un univers de roches mises à nu se dévoile et s’ouvre de proche en proche vers l’infini. Cet univers minéral, sans limites, est bien une métaphore de ce que l’on a appelé le « désert intérieur ».
Dans ses œuvres les plus intériorisées des années 1980, il parvient encore à un plus haut degré d’abstraction. Sous le voile léger d’un blanc « cristallin » ou d’un gris bleuté de quelques-unes de ses toiles, il semble déjà percevoir l’espace « cosmique ».
On ne saurait oublier que Guermaz ne s’est pas interdit de traduire dans son œuvre d’autres états d’âme que la sérénité, d’avoir d’autres sujets d’inspiration et d’avoir recours dans ses huiles, ses aquarelles, ses pastels, ses gravures et ses encres, à autant de vocabulaires plastiques, de choix de formes, de couleurs et de matières que son goût de la recherche et le plaisir de peindre lui ont suggérés. Mais son projet pictural se confond bien, pour l’essentiel, avec sa démarche spirituelle.

## Musées

### Algérie
- Alger, musée national des beaux-arts d'Alger :
  - Rythmes abstraits,1963, gouache, 65 x 48cm
- Oran, Musée national Zabana d'Oran :
  - Coin de rue, huile sur toile
  - Regards sur Paris,1950, huile sur toile, 70 x 65cm

### Émirats arabes unis
- Charjah, Barjeel Art Foundation :
  - Rêve, 1975, huile sur toile,73 x 92cm[3]

### France
- Paris, Centre Culturel Algérien :
  - Maison Blanche, 1974, huile sur toile, 25 x50 cm
  - Armature, 1975, huile sur toile, 38 x 46 cm
  - Deux têtes dans un paysage.Dialogue, 1975, huile sur toile
  - Ciel ivre, 1975, huile sur toile, 45 x 33 cm
  - Sans titre, 1975,huile sur toile, 97 x 130 cm
  - Nature ocre, 1975, huile sur toile,75 x 60 cm

- Paris, Centre national des arts plastiques[4] :
  - 'Paysage absurde, 1976, huile sur toile, 97 x1 31,3 cm, inventaire FNAC 32433
  - Paysage fébrile, 1977, huile et sable sur toile, 50 x 60 cm, inventaire FNAC 32798
  - Lumière grise, 1977, huile et sable sur toile, 50 x 60 cm, inventaire FNAC 32797, en dépôt depuis 2003 à l'Ambassade de France à Minsk
  - Les yeux de l'univers, 1978, gouache et dentelle sur carton, 66,4 x 55 cm, inventaire FNAC 32799

- Paris, Centre Pompidou :
  - Sans titre, 1972/1975, huile sur toile,195 x 130cm, inventaire AM 2013-223[5]

- Paris, Fonds municipal d'art contemporain de la Ville de Paris :
  - Composition, 1963, huile sur toile, 52 x 71 cm
  - Composition, 1966,huile sur toile,38 x 61 cm

- Paris, Institut du monde arabe[6] :
  - Sans-titre, 1970, huile sur toile,130 x 97 cm
  - Sans titre, 1970, huile sur toile,198 x 130 cm
  - Sans titre, 1972, huile sur toile,73 x 60 cm
  - Sans-titre, 1972, huile sur toile,195 x 130 cm
  - Paysage blanc, 1974, huile sur toile,130 x 97 cm
  - Éclatement de l'ésotérisme 1975, huile sur toile
  - Espace-Temps, huile sur bois, 33 x 57 cm
  - Paysage imaginaire, 1975, huile sur toile,113 x 162 cm.
  - Miroitement bleu, 1976, huile sur toile,130 x 97 cm
  - Paysage de solitude, 1977, huile sur toile,130 x 160 cm
  - Ocre crépusculaire, 1980, huile sur toile,97 x 130  cm
  - Rythmes éthériques, 1980, huile sur toile,160 x 160 cm
  - Contrée éthérique, 1992, huile sur toile,73 x 92 cm
  - Vibrations soumises, 1992, huile sur toile, 65 x 80 cm
  - Harmonie glane, 1990, huile sur toile,130 x 97 cm
  - Sans titre, 1992, huile sur bois, 60 x 120c m
  - Petite orchestration, 1994, huile sur bois,50 x 64 cm

### Liban
- Beyrouth, Dalloul Art Foundation[7] :
  - Composition, 1965, huile sur toile, 46 x 38 cm
  - Sans titre, 1963, huile sur toile, 46 x 55,5 cm
  - Sans titre, 1963, huile sur toile, 46,5 x 55,5 cm
  - Arabesques de Debussy, 1963, huile sur toile, 50 x 40 cm
  - Espace-Temps, 1970, huile sur panneau de bois, 33 x 57 cm
  - Sans titre, 1974, huile sur toile, 99 x 80 cm
  - Composition, 1975, huile sur toile, 101 x 76 cm
  - Mirage blême, 1980. huile sur toile, 96,5 x 130  cm
  - Regards sur l'infini, 1990, huile sur toile, 92 x 73 cm
  - Sans titre, 1992, huile sur panneau de bois,71,5 x 133 cm

### Qatar
- Doha, Mathaf :
  - Sans titre,1965,huile sur toile,81 x 60 cm
  - Sans titre,1966,huile sur toile,130 x 90 cm

## Quelques extraits de presse
« S’il fut un observateur attentif du monde, Guermaz a su progressivement se libérer du poids des choses, dépasser le jeu des formes, des apparences, pour recueillir ce qui est au cœur des choses, choisir l’esprit au concret. Mais ses œuvres n’en ont jamais pour autant perdu leur saveur, cette véracité qui fait le regard toujours complice des choses avec lesquelles il entre en « contact » ».
Jean-Jacques Lévèque, préface de l’exposition Six Peintres du Maghreb, « Galerie Peintres du Monde », Paris, 1966.
« Quel recueillement, quel silence contemplatif dans les œuvres de Guermaz. Ses nouvelles toiles nous prouvent son cheminement intérieur, depuis les peintures aux ardences volontaires qui étaient un hymne à la réalité coutumière. À présent, l’artiste semble avoir pris de l’altitude avec ses chants aux sonorités blanches. »
Rêva Remy, s.l., vers 1970.
« Poète, Guermaz, qui se manifeste depuis un quart de siècle, peut être considéré comme un initié de l’ésotérisme, et sa peinture dans une double démarche ne décrit pas seulement une ascension vers la sereine solitude (ainsi s’appelle une de ses grandes toiles) : elle est elle-même cette pacifique conquête du cosmos. »
Jean-Marie Dunoyer, Les Contemplations, dans Le Monde, Paris, 17 janvier 1976.
« Les peintres du mystère exigent une entrée payante dans ce mystère : des clefs, une conception bien calculée, des hantises, une échelle de valeurs. Les peintres de l’évidence, eux, se contentent de plier cette évidence à leur tempérament : elle reste une évidence ou si on préfère, un élément parfaitement articulé en dehors de l’œuvre. L’exceptionnel, chez Guermaz, est qu’il concilie mystère et évidence : il rend le mystère familier sans avoir à l’apprivoiser par la contrainte. »
Alain Bosquet, Le Mystère familier de Guermaz, dépliant de la « Galerie Entremonde », Paris, janvier 1977.
« De Guermaz, qui se produit chaque année à la galerie Entremonde, on retiendra au premier chef une vaste toile qui s’appelle Blanc de volupté. À l’extrême pointe du dépouillement, sa quasi monochromie nacrée recouvre une scrupuleuse structure interne et parvient à donner un envahissant sentiment de plénitude - état auquel tend d’ailleurs la constante modération de Guermaz…  »
Jean-Marie Dunoyer, Les Anciens et les modernes, dans Le Monde, Paris, 20-21 janvier 1980.
« Peintre du Transfini (selon l’expression de Verdiglione), Guermaz, avec la virtuosité sereine d’un Maître du Zen (ses toutes petites toiles sont des mandala !) trace ses sentiers de méditation sur d’immenses plages d’univers - Minutes de sable mémorial…  »
Roger Dadoun, Guermaz, dans La Quinzaine littéraire, no 318, Paris, 1-15 février 1980.
« Dépassant les apparences dont il refuse de se faire le reflet passif, ne se satisfaisant pas davantage de gesticulations narcissiques, évitant les pièges du plaisir décevant que procurent les seules harmonies décoratives, c’est dans une expérience spirituelle que son travail propose d’entrer. Les visions neuves qu’invente Guermaz comme autant de haltes au long de son Voyage au pays de la lumière conduisent à l’interrogation sensible de la réalité même du réel, engagent dans la quête la plus radicale de son irréductible Il y a. »
Michel-Georges Bernard, Guermaz, voyage au pays de la lumière, dans Algérie Littérature / Action, no 49-50, Marsa Éditions, Paris, mars-avril 2001 (p. 152).
« Vivants, les artistes habitent le cœur et l'esprit. Morts, ils ressuscitent dans nos mémoires. Guermaz est cet artiste qui nous manque à chaque fois que notre cœur perd de vue notre esprit. »
Yasmina Khadra, dans Hommage à Guermaz (invitation), Centre Culturel Algérien, 2009.

### Monographies
- Pierre Rey, Guermaz, peintre du silence et de la lumière, Paris, 2009.
- Guermaz, textes de Pierre Rey, Michel-Georges Bernard et Roger Dadoun, Lelivredart, Paris, 2009  (ISBN 978-2-35532-067-5).

### Catalogues, articles et ouvrages généraux
- Peintres algériens, préface non signée de Jean Sénac, salle Ibn Khaldoun, Fêtes du 1er novembre, Alger, 1963
- Peintres algériens, textes d'Edmond Michelet et Mourad Bourboune, Musée des arts décoratifs de Paris, Paris, 1964
- Jean-Jacques Lévèque, Guermaz, Préface de l’exposition Six peintres du Maghreb, Galerie Peintres du Monde, Paris, 1966.
- Alain Bosquet, Guermaz ou les douceurs de l’énigme, dans Le Figaro, Paris, 6 janvier 1976.
- Jean-Marie Dunoyer, Les Contemplations, dans Le Monde, Paris, 17 janvier 1976.
- Alain Bosquet, Le Mystère familier de Guermaz, Dépliant pour l’exposition Guermaz à la "galerie Entremonde", Paris, 1977.
- Jean-Marie Dunoyer, Un réel créé de toutes pièces, dans Le Monde, Paris, 15 janvier 1977.
- Michel Tapié, Au peintre Guermaz en amicale et artistique admiration, Dépliant pour l’exposition Guermaz à la "galerie Entremonde", Paris, 1978.
- Jean-Marie Dunoyer, Transmutation des valeurs, dans Le Monde, Paris, 15-16 janvier 1978.
- Jean-Marie Dunoyer, Les Anciens et les nouveaux, dans Le Monde, Paris, 20-21 janvier 1980.
- Roger Dadoun, Guermaz, dans La Quinzaine littéraire, no 318, Paris, 1-15 février 1980.
- Tahar Djaout, Une mémoire mise en signes, dans Algérie-Actualité, no 803, Alger, 5-11 mars 1981.
- Thoria Smati, Première exposition picturale - A l’aube des cimaises, Algérie-Actualité, no 1201, Alger, 20-26 octobre 1988.
- Malika Bouabdellah, La peinture par les mots, Musée National des Beaux-Arts, Alger, 1994.
- Michel-Georges Bernard, La Peinture en Algérie, une chronologie, dans Les effets du voyage, 25 artistes algériens, Palais des Congrès et de la Culture, Le Mans, 1-31 décembre 1995 (OCLC 417463442).
- Guermaz, textes de Pierre Rey (Retrouver Guermaz), Jean-Marie Dunoyer, Alain Bosquet, Michel Tapié, M.-G. Bernard (Guermaz, voyage au pays de la lumière) et Roger Dadoun (Voir Guermaz), dans Algérie Littérature / Action, no 49-50, Paris, mars-avril 2001  (ISBN 978-2-913868-25-0).
- Roger Dadoun, Abdelkader Guermaz - Blancs silences sur mate splendeur du monde, Colloque Mémoire de la Méditerranée, Paris, Sorbonne, 14 novembre 2001.
- Pierre Rey, Guermaz, Le silence et la lumière, dans Algérie, Lumières du Sud, Cahiers de l'ADEIAO no 20, Maison des Sciences de l'Homme, Paris, 2002  (ISBN 978-2-906267-21-3).
- Michel-Georges Bernard, Peintres des deux rives, dans Artension, no 10, Caluire, mars-avril 2003.
- Le XXe siècle dans l’art algérien, coédition Aica-press / AFAA, Paris, 2003  (ISBN 978-2-9506768-1-8).